# Cantó de La Barta de Nestés
El cantó de La Barta de Nestés és un cantó francès del departament dels Alts Pirineus, enquadrat al districte de Banhèras de Bigòrra. Té 19 municipis i el cap cantonal és La Barta de Nestés.

## Municipis
- Eths Arrodèths
- Asca
- Avesac, Prat e era Hita
- La Barta de Nestés
- Vathsèra
- Basús de Nestés
- Bulan
- Escalar
- Esparròs
- Espeisha
- Gasava
- Hèishas
- Isaus
- Era Bastida
- Era Bòrda
- Lomner
- Lortèth
- Masoau
- Montossèr
- Sent Arroman

## Història
| Data d'elecció                           | Identitat      | Partit | Qualitat |
| ---------------------------------------- | -------------- | ------ | -------- |
| 1988-1994                                | Jean Fourquet  | MRG    |          |
| 1994-                                    | Maurice Loudet | PS     |          |
| les dades anteriors no són pas conegudes |                |        |          |
|                                          |                |        |          |

## Demografia
| 1962  | 1968  | 1975  | 1982  | 1990  | 1999  | 2006  |
| ----- | ----- | ----- | ----- | ----- | ----- | ----- |
| 5.083 | 4.905 | 4.738 | 4.488 | 4.318 | 4.126 | 4.309 |